# Raion de Bauska
El raion de Bauska (letó: Bauskas rajons) és un dels 26 raions en què es dividia Letònia fins a la reforma administrativa i territorial promulgada el 2009. Feia frontera amb els de Riga i Jelgava.